# Schiffsdampfmaschine

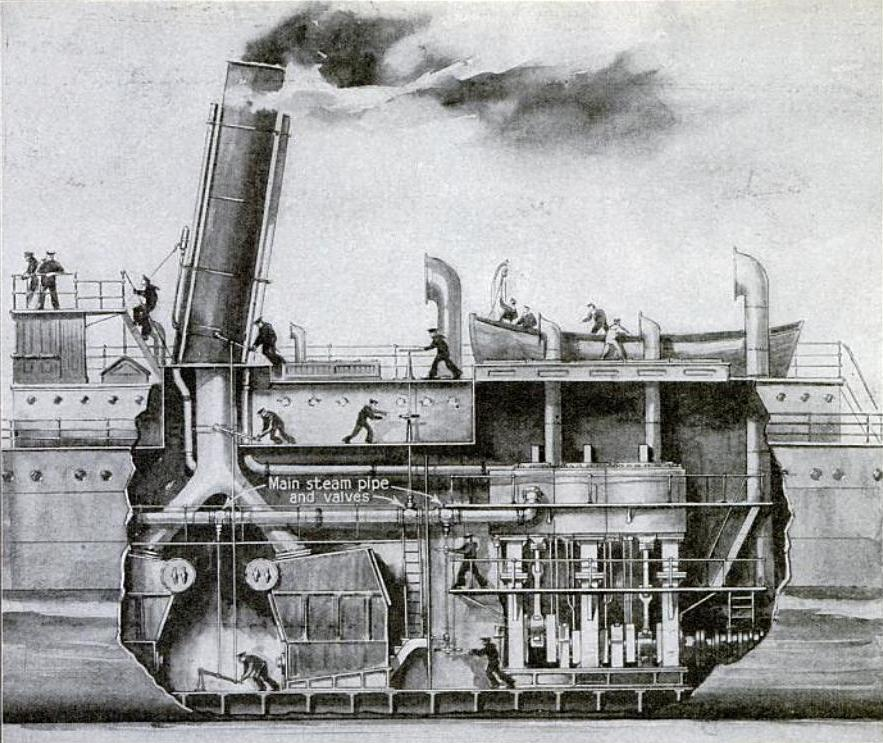
Schnittzeichnung eines Schiffes mit Kesselanlage und Dreifachexpansions-Maschine (um 1918)

Eine Schiffsdampfmaschine ist eine Dampfmaschine, die zum Antrieb eines Schiffes oder Bootes dient. Dieser Artikel befasst sich mit Kolbendampfmaschinen, welche von den Anfängen des Dampfschiffs zu Beginn 19. Jahrhundert bis in die Zeit nach dem Zweiten Weltkrieg im Einsatz waren. Schiffsdampfmaschinen wurden ab dem ersten Jahrzehnt des 20. Jahrhunderts zunehmend durch Dampfturbinen und Schiffsdieselmotoren ersetzt.

## Geschichte

Animation einer typischen Dreifachexpansionsmaschine

Die Dampfmaschine wurde von Thomas Newcomen im Jahr 1712 erfunden und in der zweiten Hälfte des 18. Jahrhunderts von James Watt zur Funktionsreife gebracht. Zu Beginn des 19. Jahrhunderts gelang es William Symington die Dampfmaschine auch für den Schiffsbetrieb zu adaptieren, mit der Charlotte Dundas konstruierte er 1802 das erste praktisch verwendbare Dampfschiff. 1807 baute der Amerikaner Robert Fulton das erste kommerziell erfolgreiche Dampfschiff North River Steamboat, angetrieben von einer Watt´schen Dampfmaschine. Ausgelöst durch den Erfolg dieses Schiffes entwickelten sich Größe, Reichweite und Ladefähigkeit der Schiffe von Jahr zu Jahr weiter. Mit der Sirius überquerte 1837 erstmals ein Schiff den Atlantik rein mit Maschinenkraft.
Im Laufe des 19. Jahrhunderts entwickelten sich Schiffsbau und Maschinenbau weitgehend parallel. Der Schaufelradantrieb wurde ab Mitte des Jahrhunderts allmählich durch die von Josef Ressel erfundene Schiffsschraube ersetzt. Die Einführung von schwereren Rümpfen aus Eisen und später Stahl anstelle des traditionellen Holzrumpfs ermöglichte den Bau immer größerer Schiffe, was jedoch zunehmend leistungsstärkere und damit komplexere Dampfmaschinen erforderte. Aufgrund der Vormachtstellung Englands in der Seefahrt und dem Umstand, dass der Maschinenbau sich in der ersten Hälfte des 19. Jahrhunderts von Groß Britannien aus erst allmählich nach Europa verbreitete, waren britische Entwicklungen bei Schiffsdampfmaschinen bis zum Beginn des 20. Jahrhunderts vorherrschend. So stammten sämtliche frühen Schiffsdampfmaschinen der Ersten Donau-Dampfschiffahrts-Gesellschaft und des Österreichischen Lloyds aus England.
Ab der Jahrhundertwende wurde der Antrieb mit Kolbendampfmaschinen bei großen Passagierschiffen allmählich durch den von Charles Parson entwickelten Turbinenantrieb ersetzt, der höhere Geschwindigkeiten bei zugleich ruhigerem Lauf ermöglichte, jedoch einen höheren Dampfverbrauch mit sich brachte. So waren die Vierzylinder-Dreifachexpansions-Maschinen der Olympic-Klasse (1911) mit je 15.000 PS die stärksten und größten jemals gebauten Schiffsdampfmaschinen, sie bildeten zugleich Höhe- und Schlusspunkt dieser Entwicklung bei großen Seeschiffen. Die Bauart blieb aber bei Binnenschiffen und Schiffen kleinerer Größe bzw. Geschwindigkeit wie u. a. Eisbrechern, Frachtern und Tonnenlegern noch bis in die 1950er Jahre üblich. Ab 1910 setzte sich, analog zur Eisenbahn, der Heißdampf auch im Schiffsbau durch.
Zahlreiche mit Schiffsdampfmaschinen angetriebene Schiffe verkehren heute als „Nostalgie-“ oder Museumsschiffe auf der ganzen Welt saisonal, hingegen ist die 1953 in Dienst gestellte US-amerikanische Autofähre Badger heute das vermutlich letzte mit Kolbendampfmaschinen und Kohlefeuerung eingesetzte Dampfschiff im kommerziellen Verkehr.

## Typen von Schiffsdampfmaschinen

### Indirekt wirkend

#### Seitenhebel-Balanciermaschine (side-lever engine)

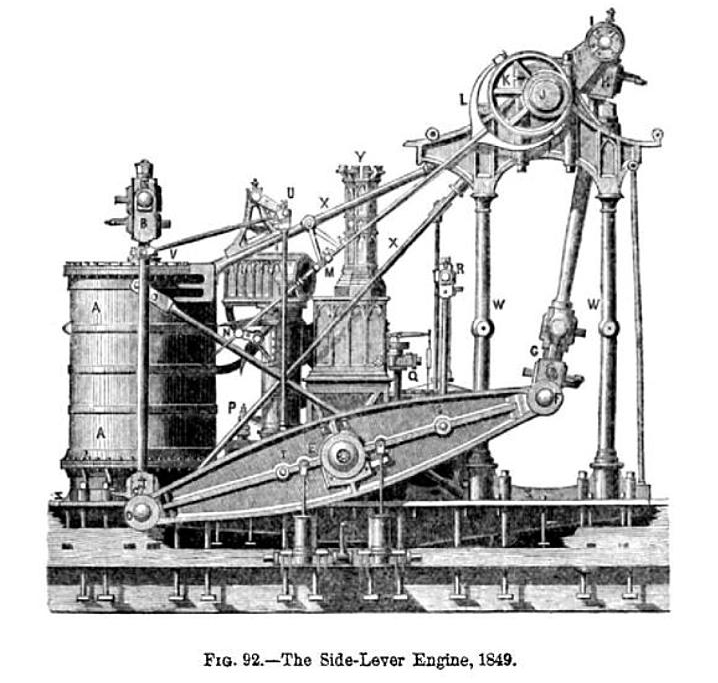
Seitenhebel-Balanciermaschine von 1849

Die Seitenhebel-Balanciermaschine war in der ersten Hälfte des 19. Jahrhunderts die meist genutzte Schiffsmaschinentype in Europa. In den frühen Jahren der Dampfschifffahrt (ab ca. 1815) war diese Bauart die am weitest verbreitete Bauart für Schaufelraddampfer, sowohl für Binnenschifffahrt als auch die Seefahrt.
Die Seitenhebelmaschine war eine Adaption der frühesten Form der Dampfmaschine, der Balanciermaschine. Die typische Seitenhebelmaschine hatte ein Paar schwerer paralleler Eisenbalken, sogenannte Seitenhebel oder Balanciers (side lever), die an der Unterseite der Maschine mittig mit einer Achse verbunden waren. Diese Verbindung begrenzte den Schwenkbereich der Seitenhebel. Die Kolbenstange des stehend angeordneten Zylinders war mit einem horizontalen Querhaupt verbunden, welches an jedem Ende mit vertikalen Stangen (sogenannten Seitenstangen) mit den Seitenhebeln verbunden war. Dies bildete die Verbindung der Hebel mit dem Kolben auf der Zylinderseite der Maschine. Die andere Seite des Balanciers war direkt durch ein horizontales Querstück miteinander verbunden, von diesem wiederum die Kraft über eine einzelne Pleuelstange an die Kurbelwelle übertragen wurde.
Ein besonderer Nachteil dieser vorwiegend mit niederem Dampfdruck (maximal 4 PSi) betriebenen Bauart war ihre Größe und Gewicht, wodurch sie relativ bald durch oszillierende Maschinen ersetzt wurden.

### Direktwirkend

#### Oszillierende Maschine
→ siehe auch: Oszillierender Zylinder
Um eine Verringerung der Maschinengröße und damit des Gewichts zu erreichen, wurde um 1830 die sogenannte Oszillierende Dampfmaschine entwickelt. Bei dieser Bauart sind die Kolbenstangen direkt mit der Kurbelwelle verbunden, wodurch Pleuel und Kreuzkopf überflüssig wurden. Um die namensgebende oszillierende (schwingende) Bewegung zu ermöglichen, sind die Zylinder seitlich mittig durch Drehzapfen beweglich aufgehängt. Der Dampf wird durch die hohlen Drehzapfen, welche zumeist mittels Stopfbuchsen verschlossen sind, zu- und abgeführt. Die oszillierende Bewegung des Zylinders wird bei frühen Bauarten auch dafür verwendet, um über im Drehzapfen gelegene separate Öffnungen die Dampfzufuhr zu steuern. Später kamen jedoch Schieber zum Einsatz, die durch Exzenter gesteuert werden. Bei späteren Bauarten konnte der Füllungsgrad der Zylinder verändert werden, um ein sanfteres Steuern der Maschine zu ermöglichen (beispielsweise bei der Krippen). Dadurch konnte eine gute Handhabung der Maschine bei gleichzeitig kompakter Bauart ermöglicht werden.
Die erste patentierte oszillierende Schiffsdampfmaschine wurde 1827 von Joseph Maudslay gebaut, eng verbunden mit der Perfektionierung dieser Bauart ist der Name der Firma John Penn and Sons. Bis zum Ende des 19. Jahrhunderts waren oszillierende Maschinen die beliebteste Bauart bei Schaufelraddampfern, wurden jedoch ab den 1880er Jahren zunehmend von schrägliegenden Maschinen mit Kreuzkopf abgelöst. 1905 war beispielsweise die Hebe der letzte Neubau der Donau-Dampfschiffahrts-Gesellschaft mit der bereits als anachronistisch geltenden oszillierenden Dampfmaschine.

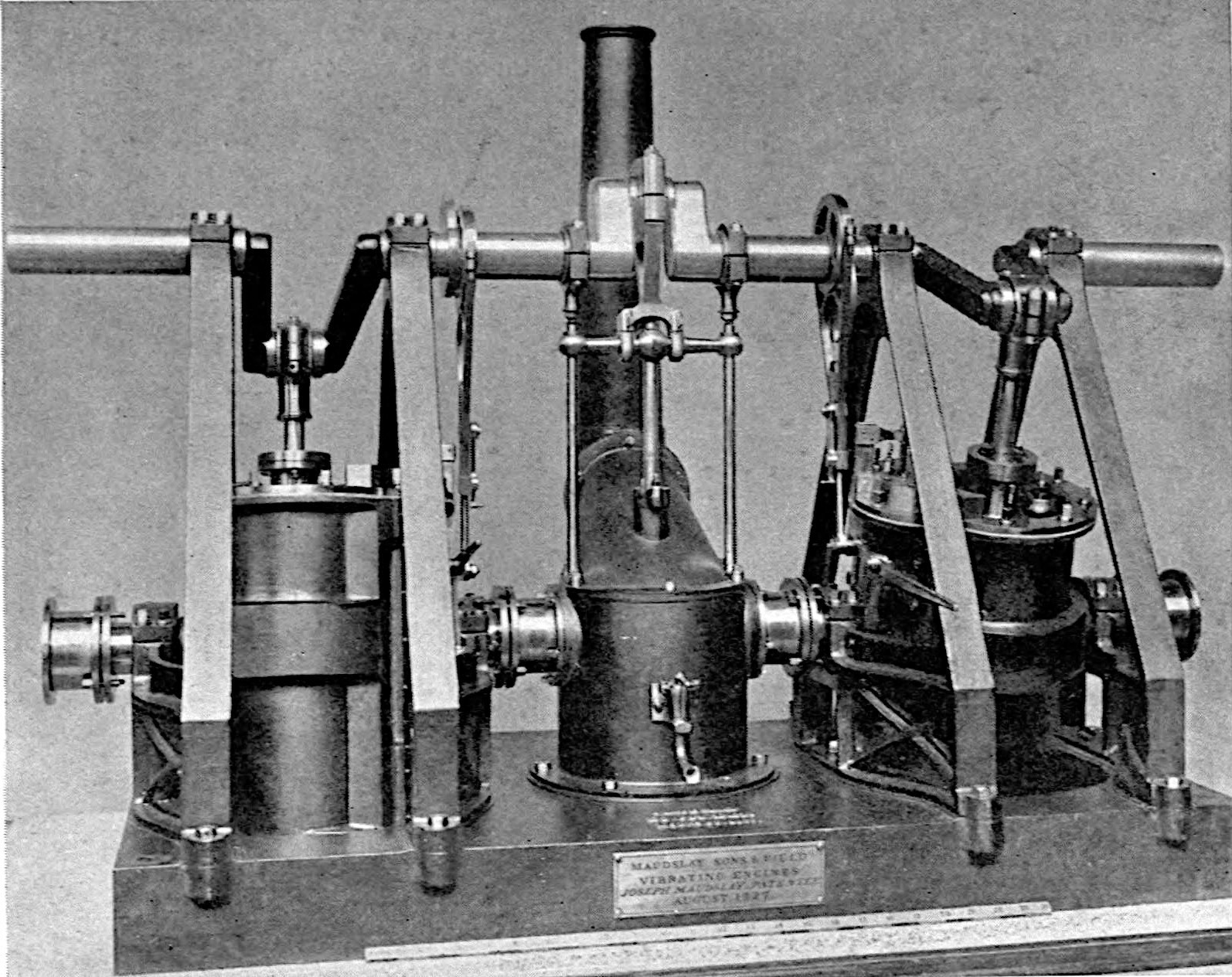
Modell einer Maschine von Maudslay
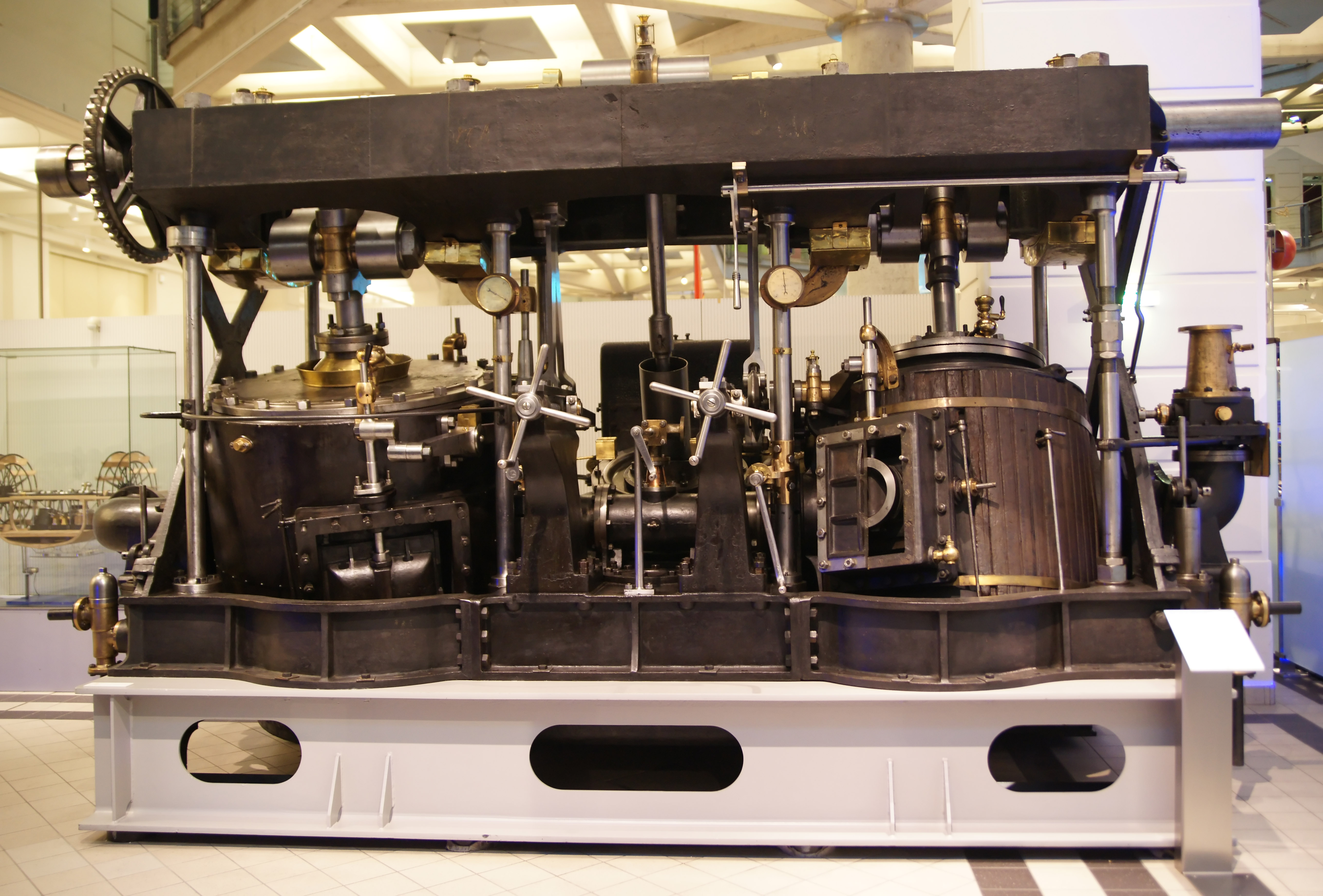
1853 von J. & A. Blyth in London gebaute Oszillierende Dampfmaschine des DDSG-Dampfers Orsova
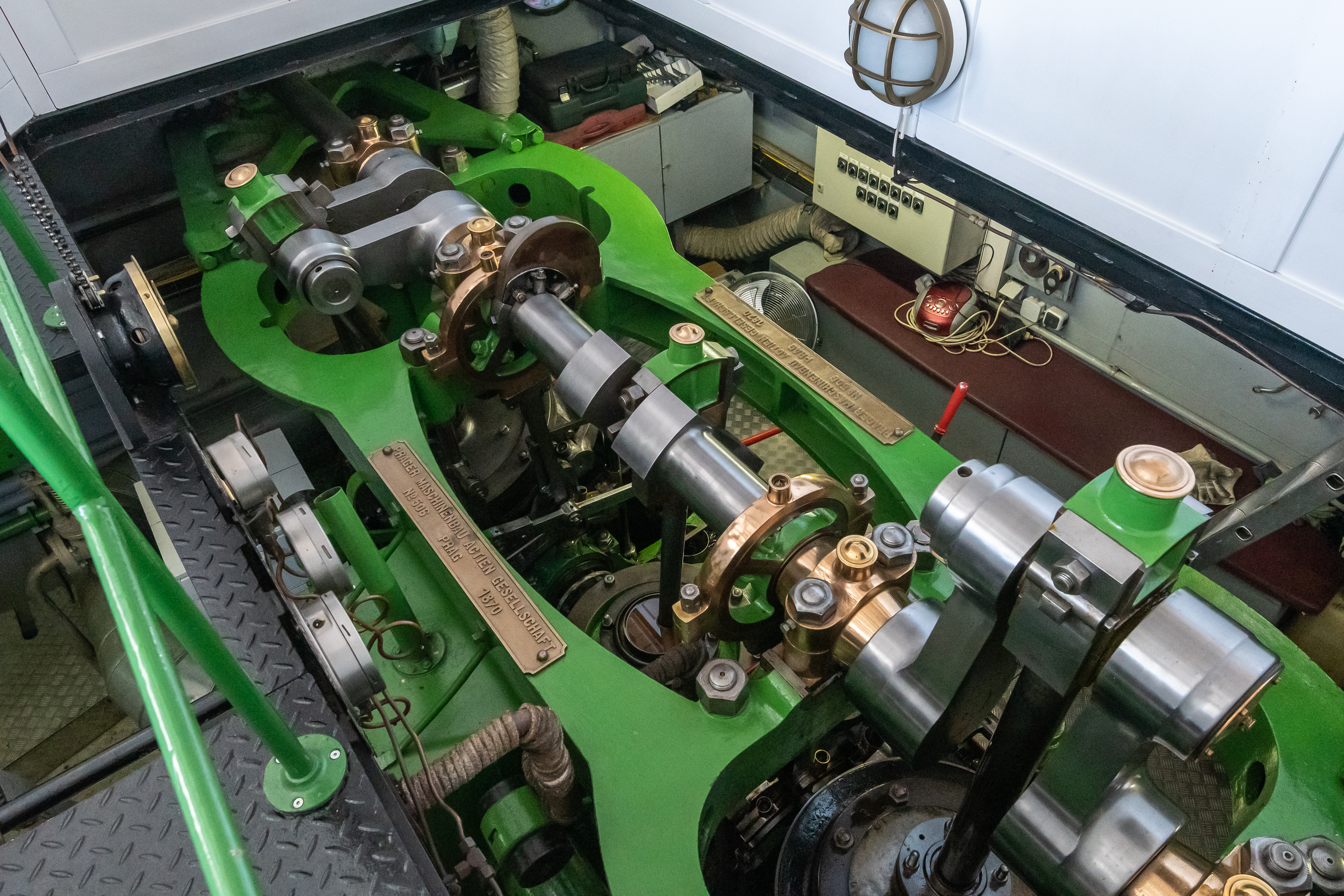
Zweizylinder-Verbundmaschine der Gisela (1870) mit Steuerung über lose Exzenter und mittig gelegenem Kondensator

#### Schrägliegend

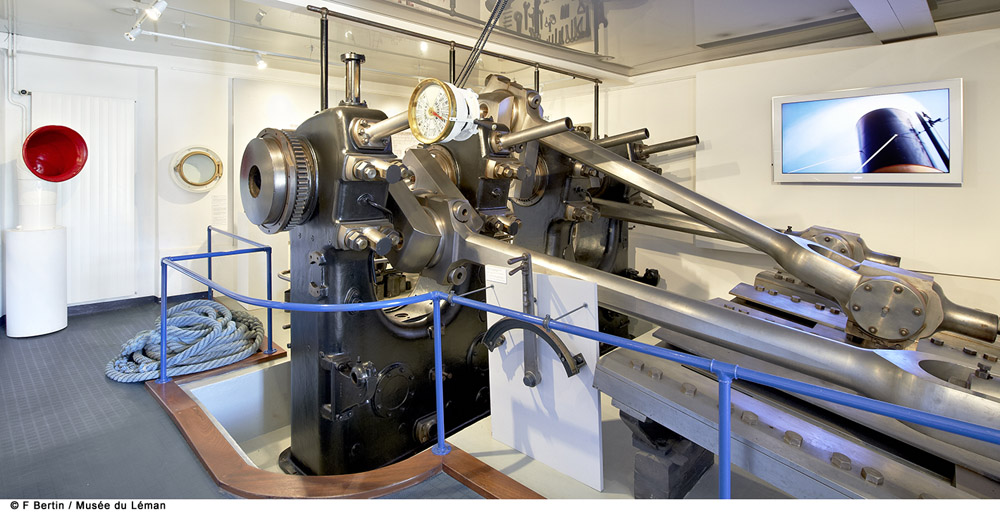
Ausgebaute Maschine der Helvétie

Diese Bauart kam ab der zweiten Hälfte des 19. Jahrhunderts bei Raddampfern zum Einsatz und zeichnete sich durch eine größere Leistungsfähigkeit und Laufruhe gegenüber der oszillierenden Dampfmaschine aus, benötigte jedoch durch die größeren Dimensionen auch mehr Platz im Schiffskörper. Schrägliegende Dampfmaschinen erreichten bei Schaufelraddampfern eine sehr große Verbreitung und wurden vor allem als Verbunddampfmaschinen gebaut. Andere Bauformen waren Einzylindermaschinen (im Donauschiffer-Jargon auch als „Einspänner“ bezeichnet) und Dreizylindermaschinen (sog. Triplexmaschine).
Schrägliegende Dampfmaschinen wurden für den Einsatz in Binnenschiffen bis in die Nachkriegszeit hergestellt und verfügten zuletzt, wie am Beispiel der 1947 gebauten Waverley, über eine dampfbetätigte Steuerung. 2001 erhielt die Montreux eine neugebaute Zweizylinder-Verbund-Heißdampfmaschine der Dampflokomotiv- und Maschinenfabrik DLM, die von der Brücke des Schiffs ferngesteuert wird.

#### Stehend

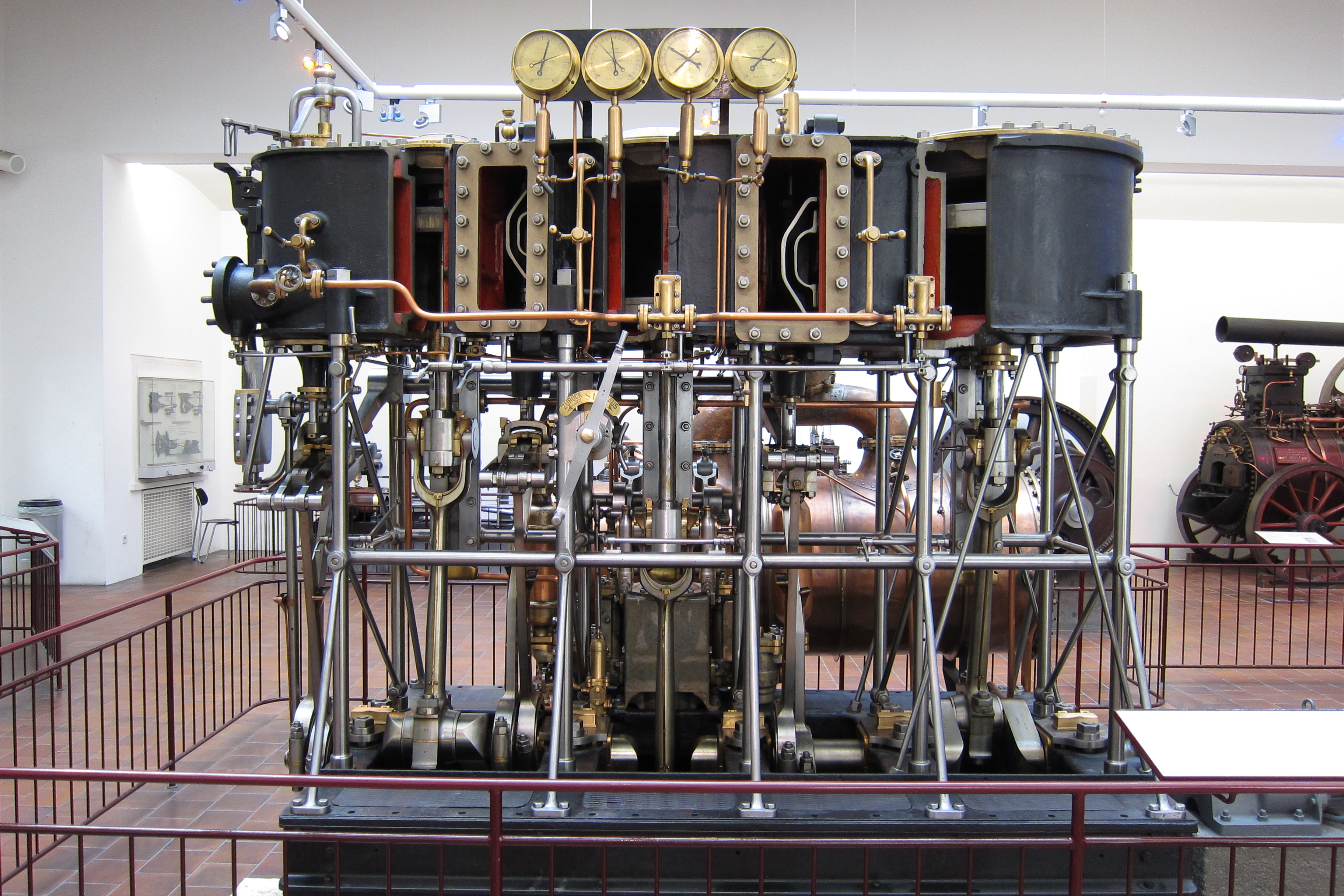
Schnittmodell einer stehenden Dreizylinder-Verbunddampfmaschine im Deutschen Museum

Da sich bei Dampfschiffen in der zweiten Hälfte des 19. Jahrhunderts der Schraubenantrieb endgültig durchgesetzt hatte und die Schiffe zudem immer größer und leistungsfähiger wurden, nahm der Bedarf an Maschinen gedrungener Bauart mit niedrigem Schwerpunkt entsprechend ab. Da die Ingenieure zunehmend von diesen Beschränkungen befreit waren, konnten sie größere, aber dafür einfachere, effizientere und leichter zu wartende Konstruktionen umsetzen. Das Ergebnis war die Verbreitung der stehenden Dampfmaschine.
Bei diesem Maschinentyp stehen die Zylinder direkt über der Kurbelwelle, wobei Kolbenstange, Pleuel und Kreuzkopf eine senkrechte Linie bilden. Verbrennungsmotore übernahmen später diese Bauart. Stehende Schiffsdampfmaschinen werden im englischsprachigen Raum manchmal als „Schmiedehammer-Maschinen“ bezeichnet, da sie dem Dampfhammer im Aufbau ähneln.
Gegen Ende des 19. Jahrhunderts verdrängten stehend angeordnete Maschinen nahezu alle anderen Schiffsdampfmaschinentypen. Aufgrund ihrer hohen Verbreitung werden stehende Maschinen zumeist nicht explizit als solche bezeichnet, sondern aufgrund der Bauart, z. B. als Dreifachexpansionsmaschine.

### Dampfdehnung
→ Hauptartikel: Verbunddampfmaschine
Je nach Epoche wurden Schiffsdampfmaschinen als Einfach- oder Mehrfachexpansionsmaschinen gebaut.